# Шынгырлау
Шынгырлау (каз. Шыңғырлау, до 2010 г. Чингирлау) — село в Казахстане. Административный центр Чингирлауского района Западно-Казахстанской области, также административный центр Чингирлауского сельского округа. Код КАТО 276630100.

## География
Село расположено на левом берегу реки Илек, по которой проходит казахстанско-российская граница. На противоположном берегу реки расположен Соль-Илецкий район Оренбургской области России.
В Чингирлау находится железнодорожная станция КТЖ, ежедневно сюда можно добраться на поезде. На станции работает железнодорожный пограничный пункт пропуска Казахстана, обслуживающий граждан разных стран мира.
Автодорога Чингирлау — Уральск через Аксай.

## История
Чингирлау было известно в XIX веке, как место ярмарки, на которой казахи продавали скот, казаки — рыбу, а оренбургские и сибирские купцы — мануфактуру и пушнину.
В центре Чингирлау сохранились купеческие дома, относящиеся к тому периоду развития села.

## Население
В 1999 году население села составляло 6722 человека (3214 мужчины и 3508 женщин). По данным переписи 2009 года в селе проживало 7005 человек (3399 мужчин и 3606 женщин).
На начало 2019 года, население села составило 7323 человека (3647 мужчин и 3676 женщин).